# 門屋 (御前崎市)
門屋（かどや）は静岡県御前崎市の大字。

## 地理
御前崎市の西部、浜岡地区のに位置する。東で池新田、西で合戸、南で塩原新田、北で新野及び菊川市河東と接する。

### 字
約30の字がある（2015年（平成27年）6月10日現在）。
- 赤坂（あかさか）
- 尼池（あまいけ）
- 新井前（あらいまえ）
- 石田（いしだ）
- 一敷（いっしき）
- 大谷（おおや）
- 沖ノ谷（おきのや）
- 蒲池（かばいけ）
- 蒲ヶ谷（かばがや）
- 北田（きただ）
- 帰登浦（きとうら）
- 古巻（こまき）
- 猿田（さるだ）
- 清水（しみず）
- 砂ノ谷（すなのや）
- 千歩ヶ谷（せんぶがや）
- 高松（たかまつ）
- 瀧ノ谷（たきのや）
- 代官田（だいかんだ）
- 津志（づし）
- 新野境（にいのざかい）
- 狭間（はざま）
- 蓮ノ前（はすのまえ）
- 前砂（まえすか）
- 溝尻（みぞしり）
- 南谷（みなみや）
- 若宮（わかみや）
- 和田ノ谷（わだのや）

## 歴史

### 町名の由来
風土記伝によると、高松神社の御門屋にちなむとされている。

### 沿革
- 1889年（明治22年）4月1日 - 町村制の施行により、城東郡門屋村が周辺の村と合併し、城東郡池新田村となる[WEB 8]。旧村名は池新田村の大字として残る[WEB 9]。
- 1896年（明治29年）4月1日 - 郡制の施行により所属郡が小笠郡に変更。
- 1940年（昭和15年）11月11日 – 池新田村が町制施行して池新田町となる。
- 1955年（昭和30年）3月31日 –池新田町が朝比奈村・佐倉村・新野村・比木村と新設合併を行い、浜岡町が発足する。
- 2004年（平成16年）4月1日 – 浜岡町が御前崎町と新設合併を行い、御前崎市となる。

## 施設
- 臨済宗妙心寺派 長永寺
- 臨済宗妙心寺派 長光寺
- 沖ノ宮神社
- 御嶽神社

## 交通

### 道路
- 静岡県道372号大東相良線

## その他

### 学区
小学校・中学校の学区は以下の通りである。
| 番・番地等 | 小学校               | 中学校               |
| ---------- | -------------------- | -------------------- |
| 全域       | 御前崎市立第一小学校 | 御前崎市立浜岡中学校 |

### 警察
警察の管轄区域は以下の通りである。
| 番・番地等 | 警察署     | 交番・駐在所     |
| ---------- | ---------- | ---------------- |
| 全域       | 菊川警察署 | 高松警察官駐在所 |

### WEB
1. ↑  “h02_22.csv”.   総務省 (2022年2月10日). 2025年1月7日閲覧。
2. ↑  “静岡県御前崎市門屋 (22223002000)”.   人文学オープンデータ共同利用センター. 2025年1月7日閲覧。
3. ↑  “静岡県 御前崎市 門屋の郵便番号 - 日本郵便”.   日本郵便. 2025年1月7日閲覧。
4. ↑  “市外局番の一覧”.   総務省 (2022年3月1日). 2025年1月7日閲覧。
5. ↑  “事業所案内及び管轄地域（事務所3件、分室3件）”.   一般社団法人静岡県自動車会議所. 2025年1月7日閲覧。
6. ↑  “御前崎市大字小字一覧 - 静岡県オープンデータ”.   静岡県 (2015年6月10日). 2025年1月7日閲覧。
7. ↑  “解説ページ”.   株式会社エア. 2025年1月7日閲覧。
8. ↑  “historyofcities.pdf”.   静岡県総務部合併推進室・財団法人静岡県市町村振興協会. 2025年1月5日閲覧。
9. ↑  “解説ページ”.   株式会社エア. 2025年1月7日閲覧。
10. ↑  “通学区域一覧／御前崎市公式ホームページ”.   御前崎市 (2020年6月2日). 2025年1月7日閲覧。
11. ↑  “交番駐在所一覧表｜静岡県警察”.   静岡県警察 (2023年6月12日). 2025年1月9日閲覧。